# Hubert Hesse (Politiker, 1826)
Peter Hubert Hesse (* 1. März 1826 in Olpe; † 31. Januar 1908 in Heddernheim) war ein deutscher Unternehmer und Mitglied des Provinziallandtages der Provinz Hessen-Nassau.

## Leben
Hubert Hesse war ein Sohn des Kupferschlägers und Fabrikanten Franz Anton Hesse (1777–1859) aus Olpe im Sauerland. Seine Mutter war Josephine Ruegenberg (1788–1860).
1853 gründete er zusammen mit seinem Bruder Theodor die  „Kupferwerke F. A. Hesse Söhne“ auf dem Gelände der Kalt-Mühle bei Heddernheim, heute Stadtteil von Frankfurt am Main.
Er betätigte sich politisch und erhielt 1865 als Vertreter der Gewerbetreibenden ein Mandat für die Deputiertenkammer der Landstände des Herzogtums Nassau. Er war dort als Nachfolger des Abgeordneten Adam Weinbach tätig.
Von 1868 bis 1904 war er Mitglied des Nassauischen Kommunallandtags des preußischen Regierungsbezirks Wiesbaden und des Provinziallandtages der Provinz Hessen-Nassau.
1887 kandidierte er als Mitglied der Nationalliberalen Partei erfolglos für den Reichstag.
Er war auch Mitglied der Handelskammer Frankfurt am Main.

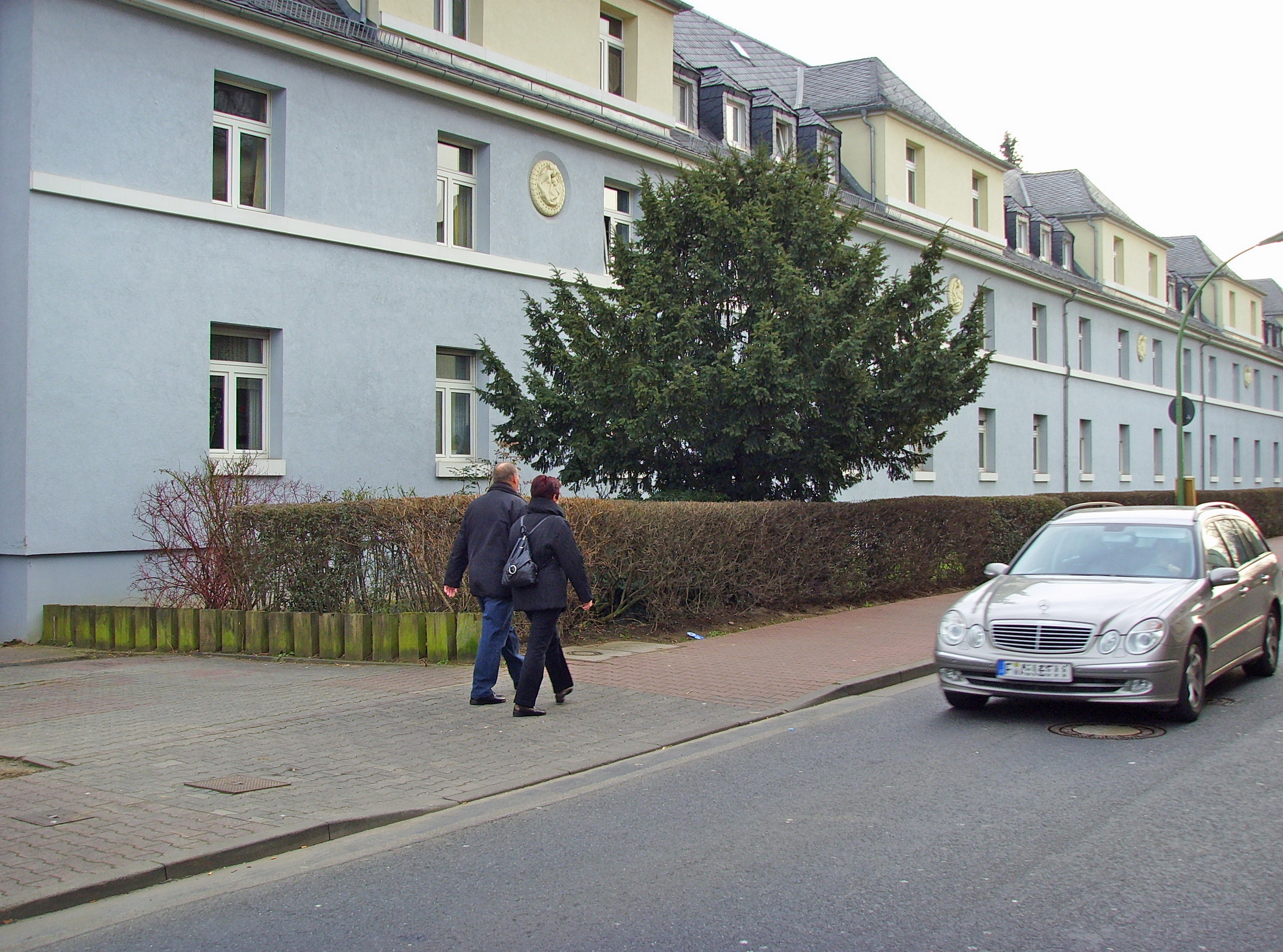
Hessestraße in Frankfurt-Heddernheim, benannt nach Hubert Hesse

1892 wurden die „Kupferwerke F. A. Hesse Söhne“ in eine Aktiengesellschaft umgewandelt.
Daraus entstand später die Süddeutsche Metallindustrie GmbH, die von 1930 an als Vereinigte Deutsche Metallwerke am Markt tätig war.
In Gustavsburg wurde ein Drahtwerk gegründet.
Er heiratete am 20. Mai 1851 in Olpe Amalia Lyncker (1830–1908, Tochter des Kreisgerichtsrats Heinrich Friedrich Lyncker und der Sofia Zeppenfeld). Aus der Ehe stammt der Sohn Hubert (1865–1926), der sein Nachfolger in dem Unternehmen wurde.

## Öffentliche Ämter
- Von 1882 bis 1887 stellvertretender Vorsitzender der Handelskammer Wiesbaden.[3]
- Mitglied im Central-Verein  deutscher Industrieller.[4]
- Vorstandsmitglied der Süddeutschen Eisen- und Stahl-Berufsgenossenschaft.[5]
- Mitglied im Central-Verein  deutscher Industrieller.[6]
- Mitglied der Handelskammer Frankfurt a. Main.
- Mitglied im Beirat der Nassauischen Landesbank
- Mitglied im Bezirksbahnrat und im Landeseisenbahnrat

## Auszeichnungen
- Kommerzienrat[7]